# Bernd Hennig

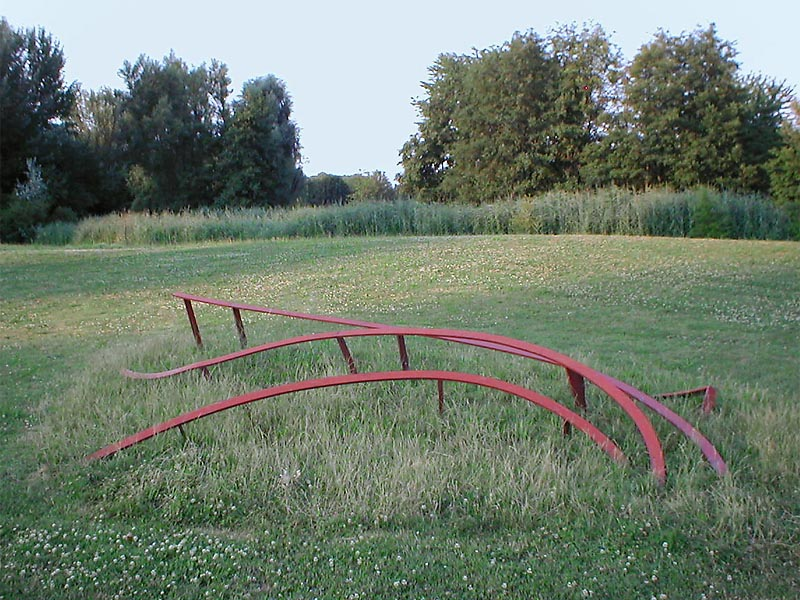
Heilbronner Stück (1985)

Bernd Hennig (Heilbronn, 1952) is een Duitse beeldhouwer.

## Leven en werk
Hennig volgde van 1969 tot 1972 een opleiding offsetdruktechniek en studeerde van 1974 tot 1978 grafische vormgeving aan de Fachhochschule für Gestaltung in Pforzheim. Aansluitend studeerde hij van 1978 tot 1982 beeldhouwkunst bij de hoogleraren Hiromi Akiyama en Otto Herbert Hajek aan de Staatliche Akademie der Bildenden Künste Karlsruhe in Karlsruhe. In 1977 ontving hij de Kunstpreis "Forum junger Kunst" en in 1980 een stipendium van de Kunststiftung Baden-Württemberg. In 1986 verbleef hij met een stipendium in het Casa Baldi in Olevano Romano en in 1990/1991 in Villa Massimo in Rome.
Hennig doceerde van 1983 tot 1990 het vak tekenkunst aan de Fachhochschule in Pforzheim en is sinds 1994 hoogleraar design aan de Fachhochschule Anhalt in Dessau-Roßlau.
De kunstenaar leeft en werkt in Birkenfeld (Württemberg).

## Werken (selectie)
- Arche[2] (1984), Städtische Museen Heilbronn in Heilbronn
- Heilbronner Stück (1985), Wetwiesenpark in Heilbronn
- Promenade (1986), Freiburg im Breisgau
- Zick-Zack (1988), beeldenroute Skulpturenstraße Dotternhausen in Dotternhausen
- Polizeiskulptur (1990), Stuttgart
- Kübelbrunnen[3] (1991), Marktplatz/Große Falterstraße in Stuttgart-Degerloch
- Pfeiffer & May Skulptur[4] (1992), Offenburg
- Zollskulptur - 4-delig (1994), Zollamt in Stuttgart

## Fotogalerij

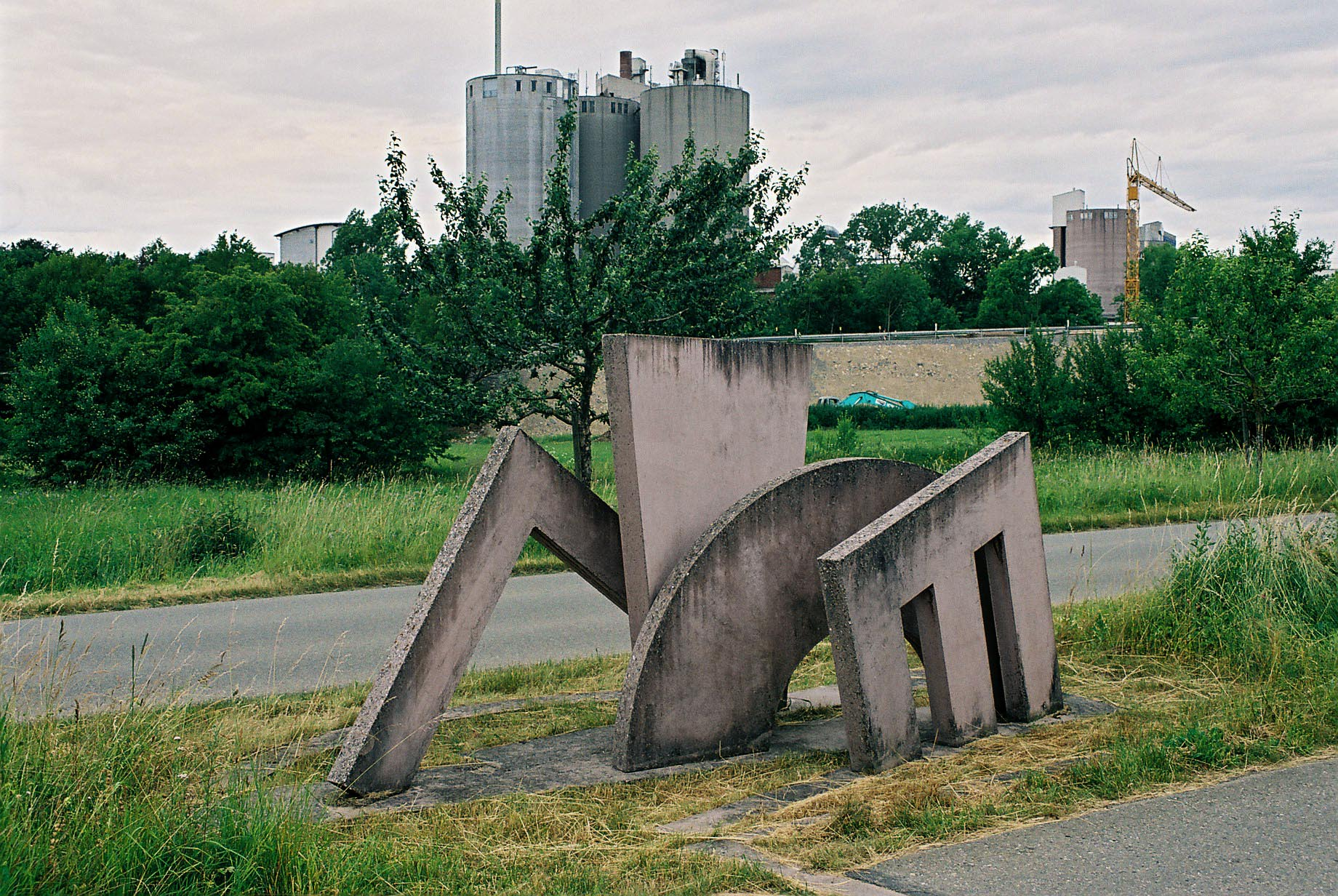
Zick-Zack (1988), Dotternhausen
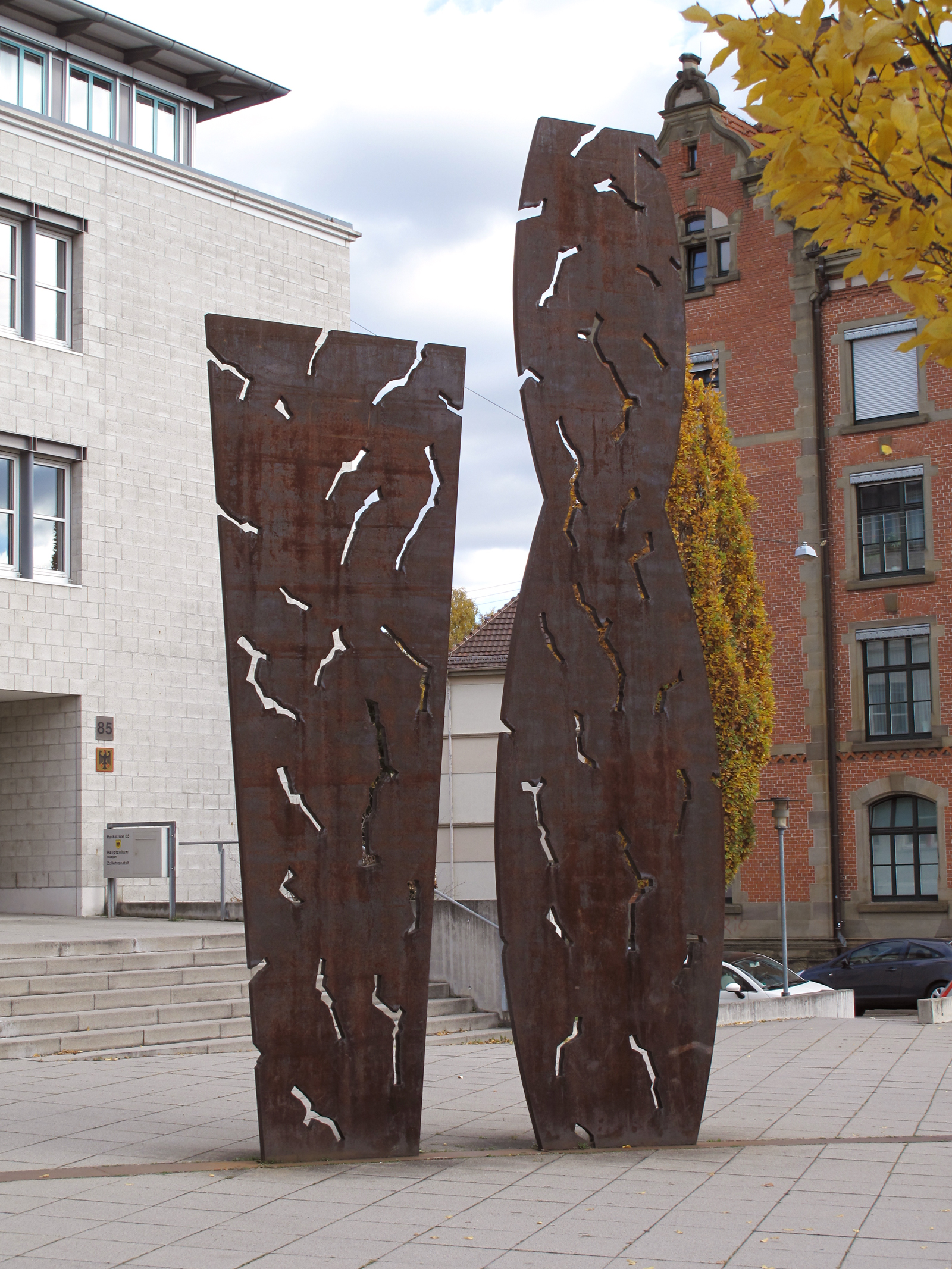
Zollskulptur (1994), Stuttgart